# 三経義疏

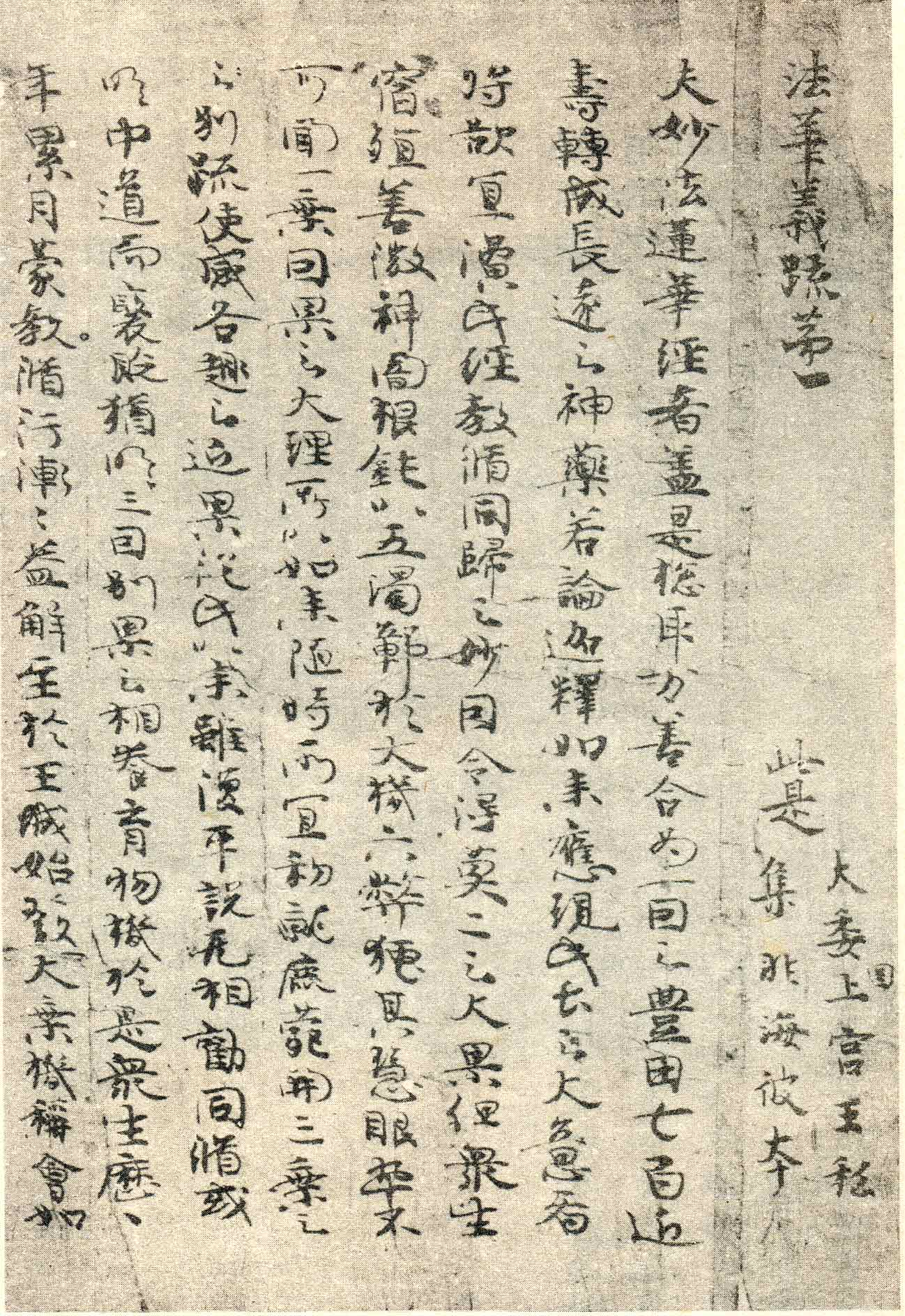
御物『法華義疏』（巻第一の巻頭部分）

『三経義疏』（さんぎょうぎしょ）は、聖徳太子によって著されたとされる『法華義疏』（伝 推古天皇23年（615年))・『勝鬘経義疏』（伝 推古天皇19年（611年))・『維摩経義疏』（伝 推古天皇21年（613年) の総称である。それぞれ『法華経』『勝鬘経』『維摩経』の三経の注釈書（義疏、注疏）である。
『日本書紀』に推古天皇14年（606年）聖徳太子が『勝鬘経』と『法華経』を講じたという記事があることもあり、いずれも聖徳太子の著したものと信じられてきた。『法華義疏』のみ聖徳太子真筆の草稿とされるものが残存しているが、『勝鬘経義疏』と『維摩経義疏』に関しては後の時代の写本のみ伝えられている。

## 法華義疏
『法華義疏』は伝承によれば推古天皇23年（615年）に作られた日本最古の肉筆遺品である。
一般に聖徳太子自筆とされている『法華義疏』の写本（紙本墨書、4巻）は、記録によれば天平勝宝4年（753年）までに行信が発見して法隆寺にもたらしたもので、長らく同寺に伝来したが、明治11年（1878年）、皇室に献上され御物となっている。
この写本は冒頭の表題と撰号（著者署名）を欠いており、第一巻の巻頭には別紙を継いで、ここに「法華義疏第一」の内題があり、その下に本文とは別筆で「これは大委国の上宮王による私集で、海外から渡来したものではない」（意訳）と書かれている。料紙については、本文は中国製の紙を使用し、貼紙は日本製の紙であるとの見方もある。本文の行間には書込み、訂正などが見られることから、草稿本である。
なお、中国六朝時代末から唐初期にかけての僧である吉蔵による同名の『法華義疏』とは別物である。

### 法隆寺伝来『法華義疏』をめぐる諸説
法隆寺伝来（現・御物）の『法華義疏』が7世紀前半の遺品であることについては研究者の間に異論がないが、聖徳太子の真筆であるか否かについては意見が分かれている。
「法隆寺伽藍縁起幷流記資財帳」（天平19年・747年）は、『法華経疏』『維摩経疏』『勝鬘経疏』の3書について「上宮聖徳法王御製者」（聖徳太子の自著）であるとする（『維摩経疏』『勝鬘経疏』の原本は現存しない）。「法隆寺東院資財帳」（天平宝字5年・761年）は『法華義疏』について、「正本は帙一枚に牙を着く。律師行信覓求（もとめ）て奉納せし者なり」と記載している。この記載から、当時『法華義疏』には正本と副本があったこと、正本には帙（カバー）と象牙製の札が付いていたこと、法隆寺東院伽藍の創立者である僧行信が本書をどこかで求めて、法隆寺東院に寄進したものであることがわかる。なお、上記の帙（竹ひごを絹の色糸で編んだカバー）と、書名を記した象牙製の札は現存している。
現存する『法華義疏』は4巻の巻子本である。かつて石田茂作が本書の詳細な調査を行っているが、それによると各巻の長さは巻一が14.24メートル、以下、巻二が14.52メートル、巻三が15.28メートル、巻四が13.30メートルである。本品の特色は、日本最古の肉筆遺品であるにもかかわらず、その保存状態がきわめて良好であることである。この種の巻子本は補強と皺を伸ばすために本紙とは別の紙で裏打ちを行うのが普通だが、『法華義疏』の各巻には、巻頭などの一部を除いて裏打ちがなく、制作当初のうぶな状態を保っている。料紙は薄茶褐色を呈するが、巻頭から巻末まで色が変わらないことから、これは褪色したものではなく、本来の紙色であるとみられる。料紙には虫食いの跡もみられず、厳重に保管されてきたことがうかがえる。今一つの特色は、本品の装幀がきわめて簡素であることである。後世の写経遺品には、巻軸に銘木を用いたり、軸端にさまざまな装飾をこらしたものがあるが、『法華義疏』の巻軸は何の装飾もないただの木製の棒である。また、各巻の料紙は横の長さが一定せず、料紙の張り合わせ方も稚拙であることが指摘されている。『法華義疏』の現物を調査した研究者は、この巻物には押界、すなわちヘラで引いた罫線があることを指摘している（墨と細筆で引いた罫線（墨界）と異なり、ヘラで引いた押界は写真には写らない）。本文中には推敲の跡が著しく、紙の表面を削って書き直している箇所があり、なかには紙を削りすぎて穴が開いてしまい、裏から別紙を当ててそこに書き直している箇所もある。
巻一の巻頭の表紙の裏には別紙を継ぎ、「此是大委国上宮王私集非海彼本」と書き込まれている。この書き込みは「此れは是れ、大委国の上宮王の私の集にして、海の彼の本にあらず」と読め「日本の聖徳太子の自著であって、海外の本ではない」との意である。
書風の点では『法華義疏』の文字には「起筆・送筆・収筆」の「三過折」がみられず、速書きに適した実用的、機能的な書風であることが指摘されている。字体は行書を主として一部に草書を交えるが、連綿はほとんどみられず、一字一字を切り離して書いている点が特色である。こうした特色は、4世紀の肉筆遺品である「李柏文書」（楼蘭出土、龍谷大学蔵）に通じるものがある。
『法華義疏』については、聖徳太子自筆とする説と、これを否定する説とが併存している。太子自筆とする説は「法隆寺伽藍縁起幷流記資財帳」をはじめとする諸史料が本書を太子筆としていること、本書には推敲の跡が著しく、著者の自筆本であるとみられること、巻一の巻頭の「此是大委国上宮王私集非海彼本」の記載などをその論拠としている。
藤枝晃は『法華義疏』の文字は職業写経生のそれであること、本書と同じく聖徳太子の作とされている『勝鬘経義疏』と内容のよく似た書物が敦煌文書中に存在することなどを根拠に『法華義疏』は中国で書かれたものであって、聖徳太子の自筆ではないとした。
東野治之は、『法華義疏』が粒の揃った文字で速書きされていることは認めつつ、そのことがこの文字が職業写経生の書いたものだという証拠にはならないとした。また東野は、本書のような押界を用いた遺品は写経生の書いたものにはみられず、むしろ上層の知識人の書いた作品にみられること（正倉院宝物の光明皇后筆『楽毅論』『杜家立成雑書要略』にも押界がある）、本書が簡素な装幀にもかかわらず、当初の初な状態を保っているのは、聖徳太子直筆として丁重に扱われてきたためだと考えられることなどから、本書は聖徳太子の自筆原稿であると見るのが妥当だとした。
魚住和晃は『法華義疏』の随所にみられる文字の書き直しは、本文とは筆跡が異なり、別人の手になると思われること、本書に用いられている漢文がきわめて高度に洗練されたもので、これを当時の日本人が書けたか疑問であることなどを指摘し、本書は遣隋使によって大陸からもたらされた本であることを示唆している。巻一の巻頭の表紙の裏の「此是大委国上宮王私集非海彼本」の書き込みについて、魚住は本文とは明らかに別筆であるとしている。また、この書き込みは「此是」の2字だけを大きく書いた上で、以下を2行に分かち書きにしており、しかも「国」の字を書き落として、後から補入しているなど、あまりにもぞんざいである点を指摘している。
井上亘は『法華義疏』に提婆達多品の解釈が抜けていることを指摘した上で、その原因として『法華義疏』が鳩摩羅什が将来・漢訳した『法華経』（『妙法蓮華経』）をテキストにしているからであるとする。鳩摩羅什の『妙法蓮華経』は元々提婆達多品を欠いた二十七品で構成されていた（竺道生や法雲など6世紀前期までに活躍していた僧侶の『法華経』の注釈も『妙法蓮華経』をテキストにしているため、提婆達多品を欠く）が、後に慧思によって真諦の訳した提婆達多品が付け加えられて今日の二十八品が揃った形になったとする。真諦も慧思も南朝の領域で活動した人物であり、隋による統一後、煬帝による仏教振興の影響で二十八品の『妙法蓮華経』が長安などの北側の地域でも広まったとする。提婆達多品を含んだ二十八品の『妙法蓮華経』が日本に将来したのは早くても遣隋使に随行した留学僧が帰国した後と考えられ、『法華義疏』に提婆達多品を含んでいないのはそれ以前から存在した二十七品の『妙法蓮華経』をテキストにしたからと考えるのが適切で、その成立は彼らが帰国する以前の推古天皇期に限定されることになる。以上の点から聖徳太子が留学僧の帰国以前に慧慈らが用いていた二十七品の『妙法蓮華経』をテキストを元に真撰したと考えて良いのではないかと結論付けている。

## 成立
この種の注釈書は当時の中国に多く見られる。
- 『法華義疏』は梁の法雲（476年 - 529年）による注釈書『法華義記』と7割同文であるが、独自の解釈が書かれている。
- 『勝鬘経義疏』は敦煌出土の『勝鬘経義疏本義』と7割同文。未発見の6世紀前半と推定される注釈書をもとにしたものと思われる。
- 『維摩経義疏』もやはり梁の吉蔵（549年 - 623年）の『維摩経義疏』や敦煌出土の『維摩経義記』と類似しており、僧肇（384年 - 414年?）の『註維摩詰経』や智蔵（458年 - 522年）の説を論じている。

『三経義疏』はいずれもこれら6世紀前半ごろの中国の書物と相並ぶものとなる。先行するものはそれまで日本にはなく、この後にこの種の書が日本で著されるまでに長い空白があるのは不自然であるという指摘は、古くからあった。
これについて、以下のように諸説はあるが決着を見ていない。
1. 中国の書が600年乃至607年の隋との交流から日本にもたらされ、これらを参考に聖徳太子が著作したとする学説。
2. そのころ朝鮮半島から来日した僧が聖徳太子の下で著作したとする説。
3. そのころ中国から入手した書の中から聖徳太子が選び出したとする説。
4. 撰者不明のまま伝えられてきたものを、天平十九年（797年）、寺の資財帳提出の際に上宮王撰という撰号を付した。[20]
5. 天平勝宝4年（753年）までのいずれの時代かに中国から渡来した輸入品である。

## 刊行書籍
- 花山信勝 校注『法華義疏』 岩波文庫（上下） 初版1941年 、改版1975年。 上)ISBN 4003331516、下)ISBN 4003331524
- 花山信勝 校注『勝鬘経義疏』 岩波文庫 1948年、復刊1988年ほか ISBN 4003331532
- 家永三郎・藤枝晃・早島鏡正・築島裕 校注『聖徳太子集』 「日本思想大系 2」岩波書店 1975年
  - 新装版 『憲法十七条 勝鬘経義疏』 <原典日本仏教の思想 1> 岩波書店 1991年 ISBN 978-4000090216
- 花山信勝 校注・訳『勝鬘経義疏』  吉川弘文館 1977年 ISBN 9784642020572
- 花山信勝 訳注・解説『聖徳太子分科経文　維摩経義疏　全訳』 京都：百華苑 1971年、改訂版1980年
- 早島鏡正 校注『勝鬘経　勝鬘経義疏』 世界聖典刊行協会 1999年 ISBN 9784881100950
- 高崎直道編・藤井教公訳注『勝鬘経義疏』 <大乗仏典 中国・日本篇16 聖徳太子・鑑真>中央公論社 1990年  ISBN 9784124026368（現代語訳）
- 早島鏡正・瀧藤尊教・田村晃祐訳 『法華義疏（抄） 十七条憲法』 中央公論新社〈中公クラシックス〉 2007年ISBN 9784121600967 （現代語訳）
- 中村元・早島鏡正訳 『勝鬘経義疏　維摩経義疏（抄）』 中央公論新社〈中公クラシックス〉 2007年 ISBN 9784121600950 （現代語訳）
  - 元版（上記2冊）『日本の名著2　聖徳太子』 中村元・責任編集[21]、中央公論社 1970年、中公バックス 1983年